# Combat de Campichuelo
L'acció de Campichuelo va ser una escaramussa que va tenir lloc el 19 de desembre del 1810 quan l'expedició militar Expedició de Belgrano al Paraguai, enviada per la Junta de Buenos Aires al Paraguai va creuar el Paranà des de Candelaria cap al lloc d'observació paraguai ubicat a Campichuelo de la Candelaria, lloc on el riu es fa molt estret i que està situat a 16 quilòmetres al sud-est de l'actual ciutat d'Encarnación, al Paraguai.
Durant l'acció, van participar un oficial i 13 soldats paraguaians contra tres oficials i set soldats de l'exèrcit de Manuel Belgrano. Va finalitzar amb la retirada de la patrulla paraguaiana. No hi van haver baixes, ni ferits ni presoners en cap dels dos bàndols.

## Antecedents
L'expedició militar de la Junta de Buenos Aires va ser enviada sota el comandament de Belgrano per "deixar completament arreglada" la Província del Paraguai, és a dir, substituir les autoritats per homes subordinats, i en cas que hi hagués resistència, afusellar-los. Així consta a les "Instruccions a Don Manuel Belgrano per a la seva observació a l'expedició al Paraguai". Aquestes instruccions van ser reforçades més tard amb l'ofici del 29 de novembre del 1810 que deia:
| «                                | Tot europeu que es trobi amb armes als exèrcits del Paraguai i Montevideo, aixecats contra la nostra causa, haurà de ser arcabussejats bé es prengui en funció de guerra o de qualsevol altra forma (...) Vostra excel·lència (Belgrano) executarà puntualment aquesta providència havent d'estar entesa que la Junta no deixa lloc a la compassió o sensibilitat, sinó que ho constitueix cegament donant poder d'execució d'aquesta mesura, el compliment puntual li demanarà retre comptes la seva Pàtria. | » |
| — Ofici de la Junta a Belgrano ( | |   |

L'1 de desembre, Belgrano va arribar al riu Paranà davant de l'illa Apipé. En els dies posteriors, mentre buscava els mitjans per travessar el riu, va enviar oficis al governador Velasco, al Cabildo i al bisbe d'Asunción. Sol·licitava la reversió de totes les actuacions i que la província del Paraguai "es posés a la seva disposició amb la finalitat que es realitzés el que la Junta de Buenos Aires va preveure a les seves primeres providències, elegint el diputat que hagués d'assistir al congrés". Assegurant que "portava la persuasió i la força amb ell". Un quart ofici va ser dirigit a Pablo Thompson, a Itapúa, anunciant que fins que no rebés resposta de Velasco, no realitzaria cap acte d'hostilitat contra les seves forces. El governador de la Província del Paraguai, Bernardo de Velasco va comentar al respecte:
| «                                                                                               | Els seus primers passos van ser despatxar dos oficials carregats de proclames, cartes i impresos plens d'idees seductores i invencions ridícules. L'oficial Warnes que va passar a la costa del nord del Paranà, per la part de Ñeembucú va ser immediatament arrestat per don Fulgencio Yegros (...) i remès a la capital d'Asunción (...) Aquest fet no va deixar dubte al cabdill que els insurgents (Belgrano) tenien ocioses temptatives (...). | » |
| — Governador Velasco a Gaspar Vigodet, Yaguarón, 28 de gener del 1811 a Molas, 1867, pàgina 205 | |   |

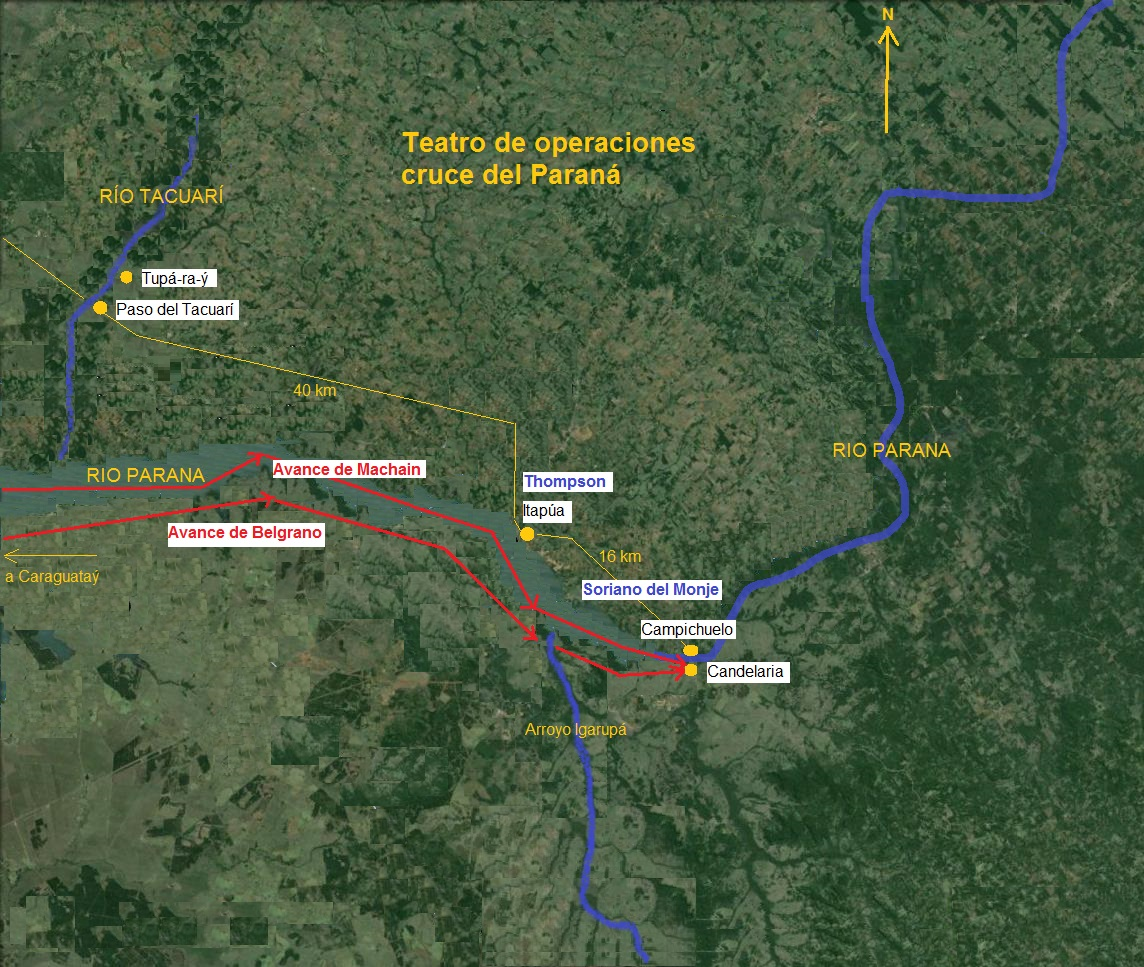
Teatre d'operacions desembre del 1810. Encreuament del ríu Paranà. En vermell=Exèrcit Junta de Buenos Aires. En Blau=patrulles provincia del Paraguai

Partint des de Caraguatà (o Caraguataý) a prop de l'actual Ituzaningó, província de Corrientes, a la costa del riu Paranà, Belgrano va arribar a Candelària el 15 de desembre del 1810. Part de les seves forces, amb l'artilleria i carretes, ho va fer per terra, i part pujant pel riu. En aquest lloc es van preparar barques per creuar el Paranà. Una d'elles portava un canó de a 4 (81,1 mil·límetres) amb capacitat per fer foc per donar suport al desembarcament, i les altres barques podien transportar 60 homes cadascuna.
Al lloc d'observació Paraguaià de Campichuelo, estava custodiat per tretze soldats sota el comandament del subtinent Domingo Soriano del Monje, que depenia de Pablo Thompson ubicat a Itapúa amb 40 homes. Soriano havia arribat seguint la marxa d'aproximació de Belgrano abans que aquest arribés al riu Paranà enviant des de Yabebyrý, davant de Caraguatà, partides d'observació a l'interior de Corrientes. Quan va arribar a la costa del Paranà, Soriano va continuar amb la seva tasca seguint-lo paral·lelament pel marge dret del riu fins a Capichuelo, on va arribar al mateix temps que Belgrano a Candelària. De totes maneres, el desplaçament enemic no va constituir cap sorpresa per al governador Velasco, ja que el capità Fulgencio Yegros ja l'havia informat que Belgrano es dirigia a Candelaria. Aquesta informació havia estat obtinguda d'un presoner capturat en una incursió sorpresa que va realitzar creuant el riu Paranà a l'alçada de Yapahé (a 130 quilòmetres a l'est de Corrientes).

## Encreuament del Riu Paranà
En el seu ofici del dia 16 de desembre al president de la Junta Corneli Saavedra, Belgrano li va manifestar que:
| «                                                                                  | Pel que fa al pas que tinc a la vista, és veritat que és difícil i seria impossible creuar-lo amb altres enemics i amb els pocs auxilis que tinc, però espero vençe'ls molt aviat si els meus càlculs no són erronis; També es veritat que després em queden altres obstacles de gran mida (...) més no per això hem d'abatre'ns: Diners i pólvora, i anem endavant | » |
| — Belgrano a Saavedra a l'Institut Belgranià Central, 1982, pàgina 354 Volum III). | |   |

Sabent que les forces enemigues acampades al marge contrari eren escasses, el 18 de desembre Belgrano va realitzar un assaig d'embarcament a la vista de l'enemic. Va avisar que anava a travessar el riu i que afusellaria a tot aquell que fes foc a les "armes de Ferran VII" o "armes espanyoles" com acostumava a nombrar el seu exèrcit. Per petició de "Llogarrenc del rei", Antònio Martínez, que l'acompanyava per ordre de la Junta de Buenos Aires, el va autoritzar a que creués el riu a les onze de la nit, acompanyant a una petita patrulla. Aquesta va capturar a dos soldats paraguaians i va informar que per aquell punt podia fer-se el desembarcament. A les tres i mitja de la matinada del 19 de desembre es va donar inici a l'operació d'encreuament.
Degut a la forta corrent d'aquell lloc, i la ubicació del punt de desembarcament que estava directament davant de Candelària, des d'on es partia, es va haver de navegar primerament riu amunt pegats al marge esquerre i després tornar en diagonal cap a les platges de sorra de Campichuelo, aprofitant l'empenta de les aigües. No obstant això, les forces invasores van arribar a la costa oposada molt escampades, trobant frondosos turons a les costes, fet que va provocar que molts soldats es perdessin i altres tinguessin dificultats per a reunir-se. En tot l'encreuament no hi va haver cap hostilitat enemiga, tant al riu com a la zona de desembarcament.

## Escaramussa de Campichuelo
Les fonts primàries d'aquest combat són l'ofici que Belgrano va enviar a la Junta de Buenos Aires el 19 de desembre del 1810, que va ser publicat a la Gaceta de Buenos Aires el 2 de gener del 1811 i les seves memòries escrites al 1814.
- Ofici del 19 de desembre del 1810

| «                                                                                | (...) va avançar el major general MAchain amb els meus dos expressats assistents, els seus ajudants i el subtinent de patricis don Gerònimo Elguera i vint-i-set homes dels quals sis eren granaders, disset patricis, i quatre Arribenys, i va aconseguir posar-los en fuga dels insurgents paraguaians que sostenien el foc amb un canyó de dos i dos pedrers, havent-se portat en aquesta ocasió els meus expressats assistents dos Ramón Espínola i Don Manuel Artigas amb la major elegància, doncs van avançar a un dels pedres i amb el mateix van disparar als insurgents (...) | » |
| — Belgrano a la Junta, Institut Belgranià Central, 1982, pàgina 359, volum III). | |   |

- Memòries (1814)

En elles, Belgrano, tres anys després va fer algunes modificacions en quan al nombre d'atacants:
| «                                           | No estava encara la gent reunida i només hi havia uns pocs amb el general Machain i els seus ajudants. Llavors el valent Artigas s'entestava en anar a atacar als paraguaians; Va tenir les seves paraules amb el general i finalment, del seu coratge, seguit de Don Manuel Espinola, el menor (...) d'Elguera i dels set homes que havien anat amb la barca de cuir i canoa paraguaiana, va avançar cap als tres canyons dels paraguaians, que després d'haver fet set trets sense causar-nos cap dany, van córrer vergonyosament (...) també vaig ser enganyat en el part en referència al major general Machain i els seus ajudants, com la resta d'oficials que no van fer res, els uns perquè es van quedar dins del bosc i els altres perquè es van perdre (...) Pel que fa a l'acció, tota la glòria correspon als oficials ja anomenats, Artigas, Espinoa i Elguera) i sento no tenir els noms dels set soldats per apuntar-los | » |
| — Belgrano, Memòries, 1855, pàgines 344-345 | |   |

## Insubordinació i engany
A aquesta acció es van produir dos fets significatius:
- En primer lloc, l'acte d'indisciplina de Manues Artigas davant del seu comandant Machain. El general José Maria Paz, en els seus comentaris a les Memòries de Belgrano, es va sorprendre que aquest no hagués desaprovat i pel contrari hagués elogiat Artigas. Paz afegeix que s'hagués arribat al mateix resultat i amb més seguretat si s'haguessin seguit les ordres de Machain[9]. Aquest no és l'únic cas d'insubordinació d'oficials durant la campanya militar a la província del Paraguai.

- En segon lloc, l'engany de Belgrano que van fer certs oficials en descriure en el part de la batalla, la participació de cadascú a l'escaramussa amb vista al repartiment de mèrits en aconseguir el resultat.

## Conclusions
El primer que va donar importància a aquesta acció militar va ser el propi Belgrano. En les seves Memòries va manifestar que esperava que es narrés "aquesta acció heroica d'una forma digna per eternitzar-la i que se l'estava mirant com una cosa de poca importància". Això ho atribueix al fet que els enemics "començaven a pulular" al desembre del 1810. Aquests enemics no solament miraven amb odi els "benemèrits que l'acompanyaven" sinó que també eren adulats (afalagar per guanyar-se la seva voluntat) pels dèbils governants, en alusió a la flamant Junta Grande, que els volien utilitzar per a les seves intrigues .
Mitre, en el seu llibre Història de Belgrano va considerar que aquesta actitud va ser causada al fet que era el seu "primer assaig militar" i per la feina que li havia costat travessar el riu.
El governado Bernando de Velasco va comentar
| «                                                                                              | Com que Belgrano ignorava el pla de defensa que jo havia premeditat i no estava convençut de la fidelitat al rei dels habitants d'aquesta Província, va imaginar que havia realitzat la major part del seu objectiu i ja es veia amo del Paraguai | » |
| — Governador Velasco a Gaspar Vigodet, Yaguarón, 28 de gener del 1811 (Molas 1867, p. 205-206) | |   |

Amb salves d'artilleria (disparar armes de foc en senyal de festa o salutació), repics de campana i gran alegria, va rebre la "gran capital", com anomenava Belgrano a Buenos Aires, el part de l'acció i la bandera capturada a Campichuelo. Aquesta bandera amb una cerimònia important i un gran acompanyament va ser depositada amb un bon aplaudiment a la sala Capitular per a l'etern monument de les Glòries del país. L'organització d'aquestes celebracions, junt amb les publicacions al diari oficial La Gaceta dels èxits i bones notícies, van formar part del procediment que va utilitzar el govern per aconseguir l'adhesió del poble de Buenos Aires, transformant-se en un costum durant tota la dècada del 1810.

## Bibliografía citada
1. Institut Belgranià Central. Documents per a la Història del General don Manuel Belgrano, Volum III, 1792-1811.  Buenos Aires (Argentina): Institut Nacional Belgranià, 1982. ISBN 950-9497-03-7.
2. Mitre, Bartolomé. Història de Belgrano Volum 1.  Buenos Aires (Argentina): Llibrera de la Victoria, 1859.
3. Molas, Mariano Antonio. Descripció Històrica de l'Antiga Província del Paraguai. Aditament de documents justificatius, 1867, p. Volum XII:199- 224, Volum XIII:370-399.
4. Ornstein, Leopoldo R. La expedició alliberadora al Paraguai, 1941, p. 189 i ss..
5. Paz, José María. Memòries Pòstumes.  Buenos Aires (Argentina): Imprenta de la Revista, 1855.
6. Vázquez, José Antonio. Matiauda, capità i vèrtex de maig: La Revolució dels Patricis. Editat per Ana Sofía Piñeiro.  Asunción (Paraguai): El Gràfic S.R.L.,, 1998.
7. Vittone, Luis. El Paraguai en la lluita per la seva independència.  Asunción (Paraguai): Imprenta Militar, Direcció Publicacions, 1960.